# 마무주 (기니)

마무주의 위치

마무주(프랑스어: La région de Mamou)는 기니의 주로, 주도는 마무이며 인구는 612,218명(1996년 기준), 면적은 17,074km2, 인구 밀도는 35.86명/km2이다. 3개의 하위 행정 구역(달라바, 마무, 피타)을 관할하며 남쪽으로는 시에라리온과 국경을 맞대고 있고 서쪽으로는 킨디아주, 북쪽으로는 라베주, 동쪽으로는 파라나주와 인접해 있다.